# Скереда волосинчаста
{{#ifeq:0|0|{{#if:Crepis capillaris|{{#if:|[[]}}|[[]]}}}}
Скереда волосинчаста, скереда волосовидна (Crepis capillaris (L.) Wallr.) — вид квіткових рослин родини айстрові (Asteraceae).

## Опис
Однорічна трав'яниста рослина із запушеними стеблом і листками. Стебла 15–60(100) см, прості або розгалужені. Рослина містить молочний сік. Зубчасті листки, лопатеві або перисті, мають свіжий зелений колір. Головки квітів мають діаметр від 10 до 15 міліметрів. Квіти золотисті. Сім'янки коричневі, 1–2 мм, з 10 поздовжніми ребрами. Квіти і фрукти з березня по червень (липень-вересень). Запилювачі: коротковусі двокрилі, бджоли.

## Поширення
Кавказ: Грузію. Європа: євр. ч. Росії, Литва, Україна, Австрія, Бельгія, Чехія, Німеччина, Угорщина, Нідерланди, Польща, Словаччина, Швейцарія, Ірландія, Швеція, Велика Британія, Албанія, Боснія і Герцеговина, Болгарія, Хорватія, Греція, Італія, Македонія, Чорногорія, Румунія, Сербія, Словенія, Франція, Португалія, Іспанія. Натуралізований в деяких інших країнах. 
Росте в степових середовищах, пустках, пустирях і стінах. В Альпах підіймається до висоти 1300 метрів.
В Україні вид зростає на луках, у чагарниках, як бур'ян на полях — на Прикарпатті та Закарпатті.

## Галерея

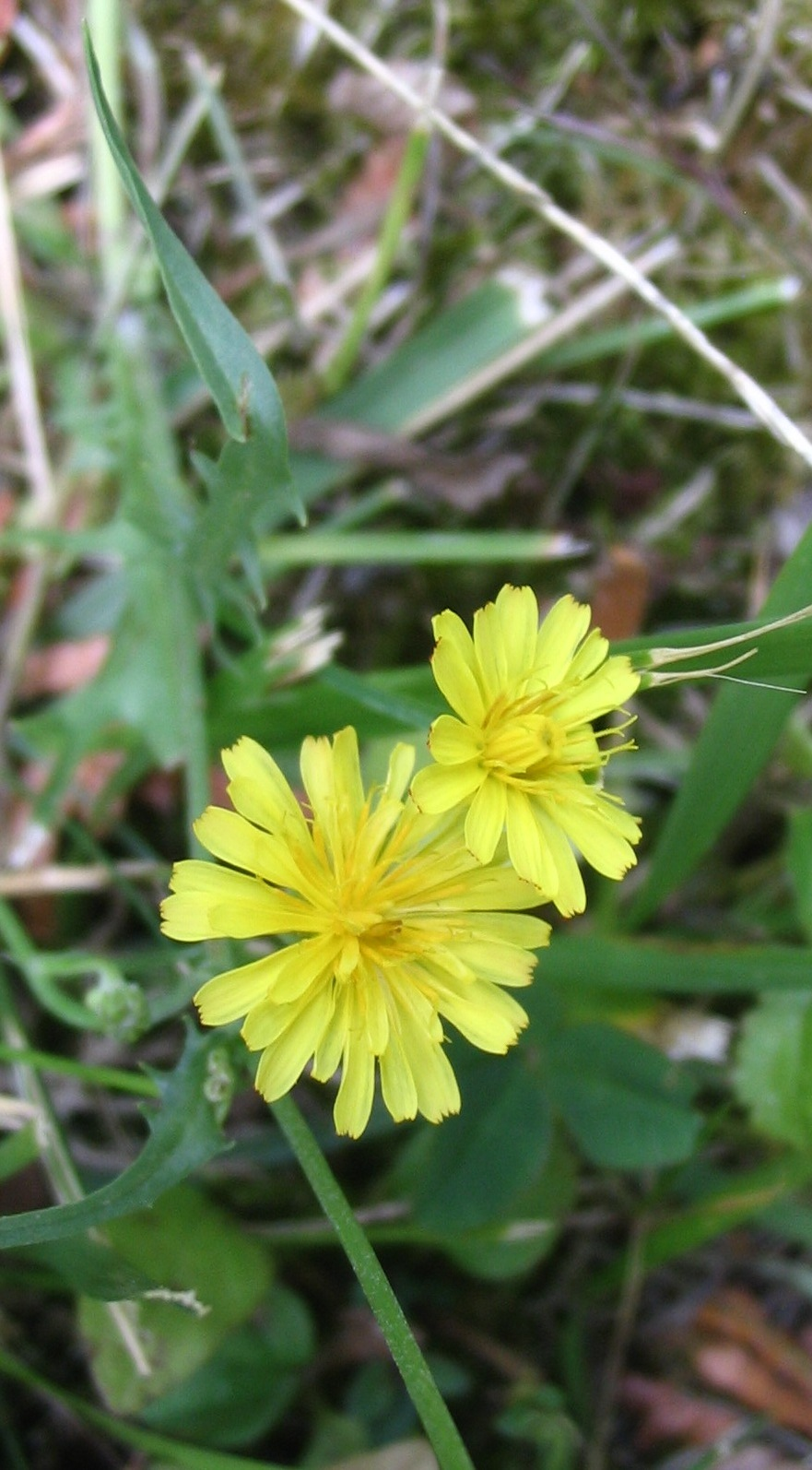
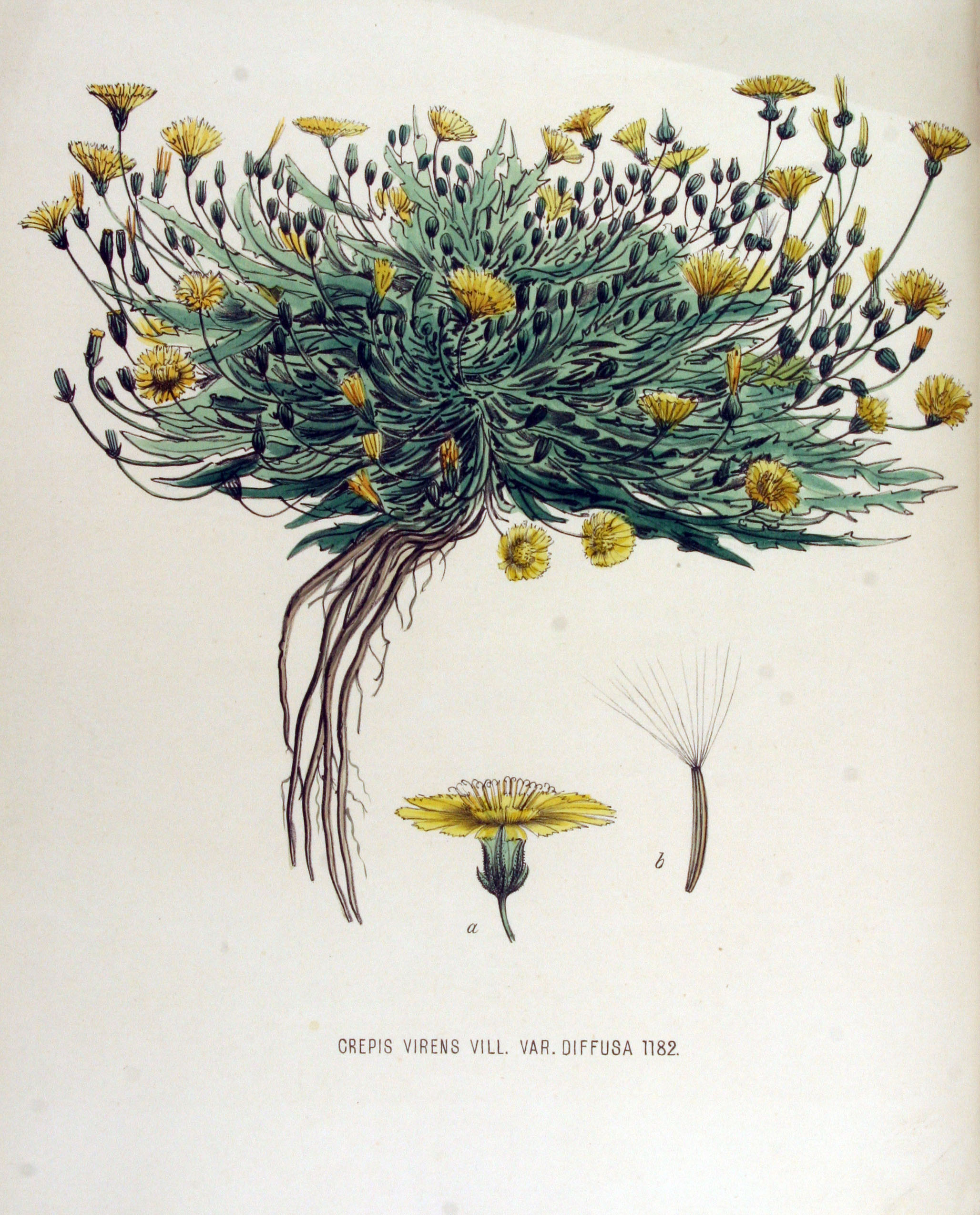
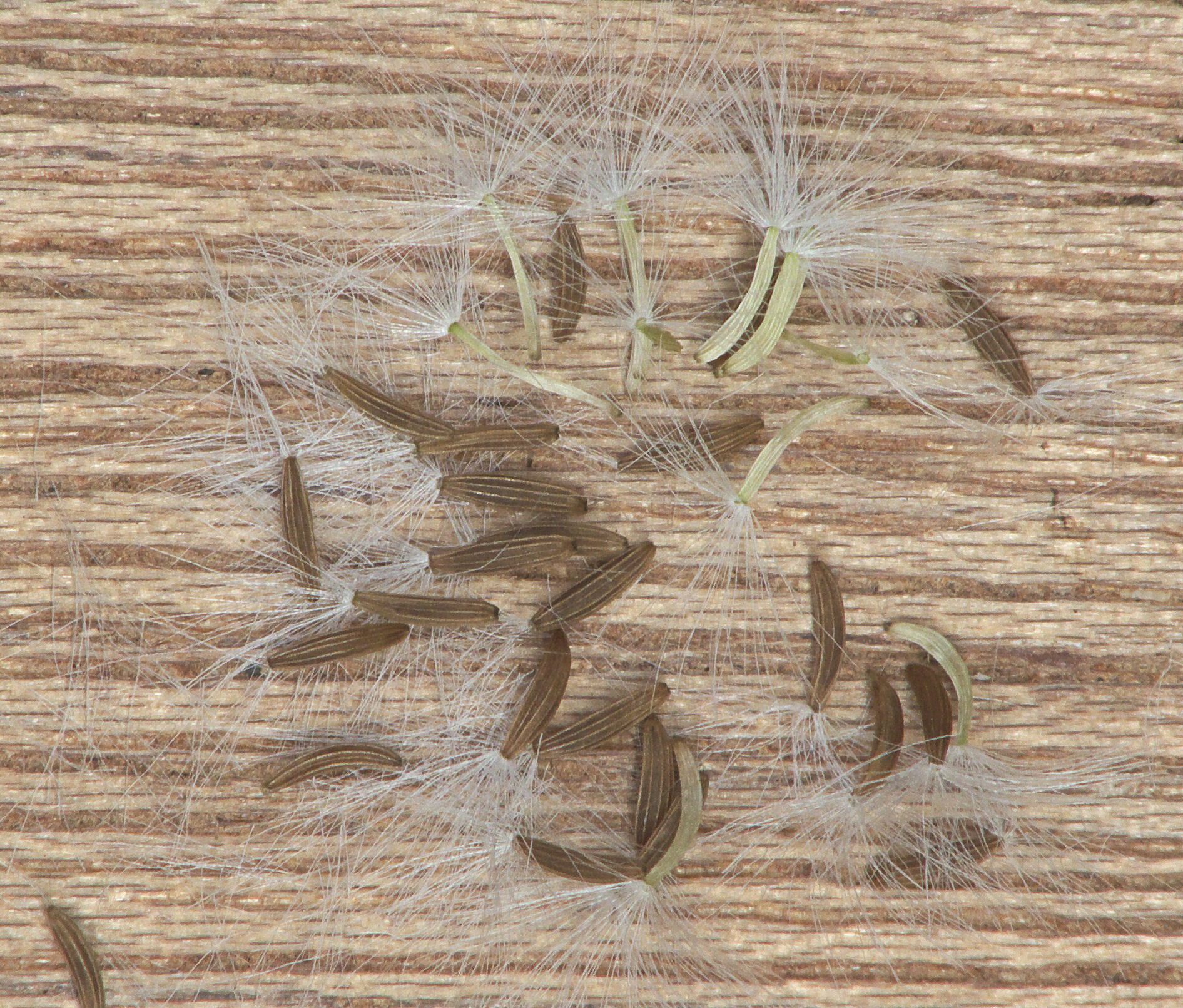